# 旅色
『旅色』（たびいろ）は、株式会社ブランジスタメディアが運営する旅行プランや旅館・ホテル、飲食店、レジャー情報を紹介するWebメディア。2007年にスタート。

## 概要
毎月25日に公開する「月刊旅色」、特定の地域にフォーカスし不定期で公開される「旅色FOCAL」のほか、書籍版も存在する。
創刊以来、毎月旬の女優が表紙・巻頭に登場。国内旅行情報や旅館・ホテル、飲食店、レジャー情報を紹介する。

## 沿革
- 2007年 - 創刊

## 表紙タレント

### 月刊旅色
※出典
- 2008年3月・6月・10月号 長谷川京子
- 2008年8月号 永作博美
- 2008年12月号 石田ゆり子

- 2009年2月・5月号 永作博美
- 2009年8月・11月号 稲森いずみ
- 2009年12月号 鈴木杏樹

- 2010年1月号 優香
- 2010年2月号 稲森いずみ
- 2010年3月号 加藤あい
- 2010年4月号 寺島しのぶ
- 2010年5月号 麻生久美子
- 2010年6月号 相沢紗世
- 2010年7月号 藤原紀香
- 2010年8月号 羽田美智子
- 2010年9月号 長谷川京子
- 2010年10月号 木村佳乃
- 2010年11月号 釈由美子
- 2010年12月号 米倉涼子

- 2011年1月号 黒谷友香
- 2011年2月号 蒼井優
- 2011年3月号 辺見えみり
- 2011年4月号 新垣結衣
- 2011年5月号 藤原紀香
- 2011年6月号 佐々木希
- 2011年7月号 相沢紗世
- 2011年8月号 知花くらら
- 2011年9月号 優香
- 2011年10月号 榮倉奈々
- 2011年11月号 羽田美智子
- 2011年12月号 長谷川京子

- 2012年1月号 釈由美子

### 旅色FOCAL
※出典
- 東北地方

旅色FOCAL いわき市（福島県） 表紙：橋本マナミ
旅色FOCAL 西川町（山形県） 表紙：笛木優子
- 関東地方

旅色FOCAL 川越市（埼玉県） 表紙：内田理央
旅色FOCAL 那珂川町（栃木県） 表紙：桜庭ななみ
旅色FOCAL 那須町（栃木県） 表紙：土屋アンナ
旅色FOCAL 熊谷市（埼玉県） 表紙：稲村亜美
旅色FOCAL 厚木市（神奈川県） 表紙：星野真里

### 書籍版旅色
※出典
- 『わたしに似合う旅スタイル』2019年5月発行 表紙：菜々緒
- 『何度も行きたい日本のいい宿』2020年1月発行 表紙：新垣結衣